# L'Hermitage
L'Hermitage é uma comuna francesa na região administrativa da Bretanha, no departamento de Ille-et-Vilaine. Estende-se por uma área de 6,74 km². Em 2010 a comuna tinha 4 613 habitantes (densidade: 684,4 hab./km²).